# Przygody jeża spod miasta Zgierza
Przygody jeża spod miasta Zgierza – wierszowany utwór literacki dla dzieci autorstwa Wandy Chotomskiej opublikowany po raz pierwszy w 1964 r.

## Treść
Tytułowym bohaterem utworu jest jeż zamieszkujący lasy w okolicach Zgierza, który czuje się samotny, gdyż nie zna swojej rodziny i nie ma w najbliższym otoczeniu innych jeży. Udaje się zatem do pobliskiego miasta Zgierza w poszukiwaniu krewnych i przyjaciół. Początkowo trafia do sklepu ze szczotkami i zostaje przez pomyłkę kupiony przez dwóch panów, którzy biorą go za szczotkę do ubrań. Przerażony jeż ucieka i znajduje się sam w zimnie i deszczu, nie wiedząc, co ze sobą począć. Wówczas zostaje odnaleziony przez swoją rodzinę, z którą nawiązuje bliską więź, a także zawiera związek małżeński.

## Ekranizacja
W 1974 r. w Studio Małych Form Filmowych Se-Ma-For w Łodzi został wyprodukowany film lalkowy pt. Jeż szuka rodziny (reż. Janina Hartwig) na motywach utworu i według scenariusza Wandy Chotomskiej.

## Kontynuacja
Z inicjatywy Centrum Kultury Dziecka w Zgierzu powstały dwie książki o dalszych przygodach zgierskiego jeża:
- Dalsze przygody jeża spod miasta Zgierza (2019)
- Podróże jeża spod miasta Zgierza (2021)

## Zgierski jeż jako symbol
Utwór Wandy Chotomskiej został entuzjastycznie przyjęty przez mieszkańców Zgierza. Zgierski jeż stał się symbolem promocyjnym miasta:
- oficjalny logotyp miasta nawiązuje do postaci jeża (kształt kolców)
- szlak turystyczny łączący główne atrakcje turystyczne miasta został nazwany „Trakt jeża z Miasta Tkaczy - Zgierza”[5][6] i oznaczony jest symbolem jeża.
- w 2006 r. przed budynkiem urzędu miasta ustawiono metalowy Pomnik Jeża. Autorem rzeźby jest Henrikas Orakauskas[7]. Wcześniej istniał pomnik jeża wykonany z wikliny[8], który został zniszczony przez pożar
- w 2014 r. na osiedlu Kurak ustawiono trzymetrową figurę roślinną - jeża, który pełni funkcję witacza[9]
- na osiedlu Krzywie-Chełmy w Zgierzu znajduje się ulica Jeża[10]
- jeż jako maskotka miejska występuje podczas różnego typu uroczystości i festynów miejskich, które relacjonowane są na jego profilu w mediach społecznościowych. Najbardziej znanym jest Jeżobieg[11] – bieg miejski organizowany z okazji finału WOŚP.
- postać jeża występuje często w symbolach promocyjnych zgierskich: klubów sportowych (np. hokejowego[12], walking-futbolowego[13] i pływackiego[14]), obiektów gastronomicznych[15] i rozrywkowych[16]
- jeż jest elementem lokalnych tradycji, takich jak np. Parada Jeży (kwiecień)[17][18] i obchody Międzynarodowego Dnia Jeża (10 listopada)[19].

W 2003 r. Karol Maśliński przyznał Wandzie Chotomskiej tytuł Honorowego Obywatela Zgierza w podziękowaniu za stworzenie postaci zgierskiego jeża. 

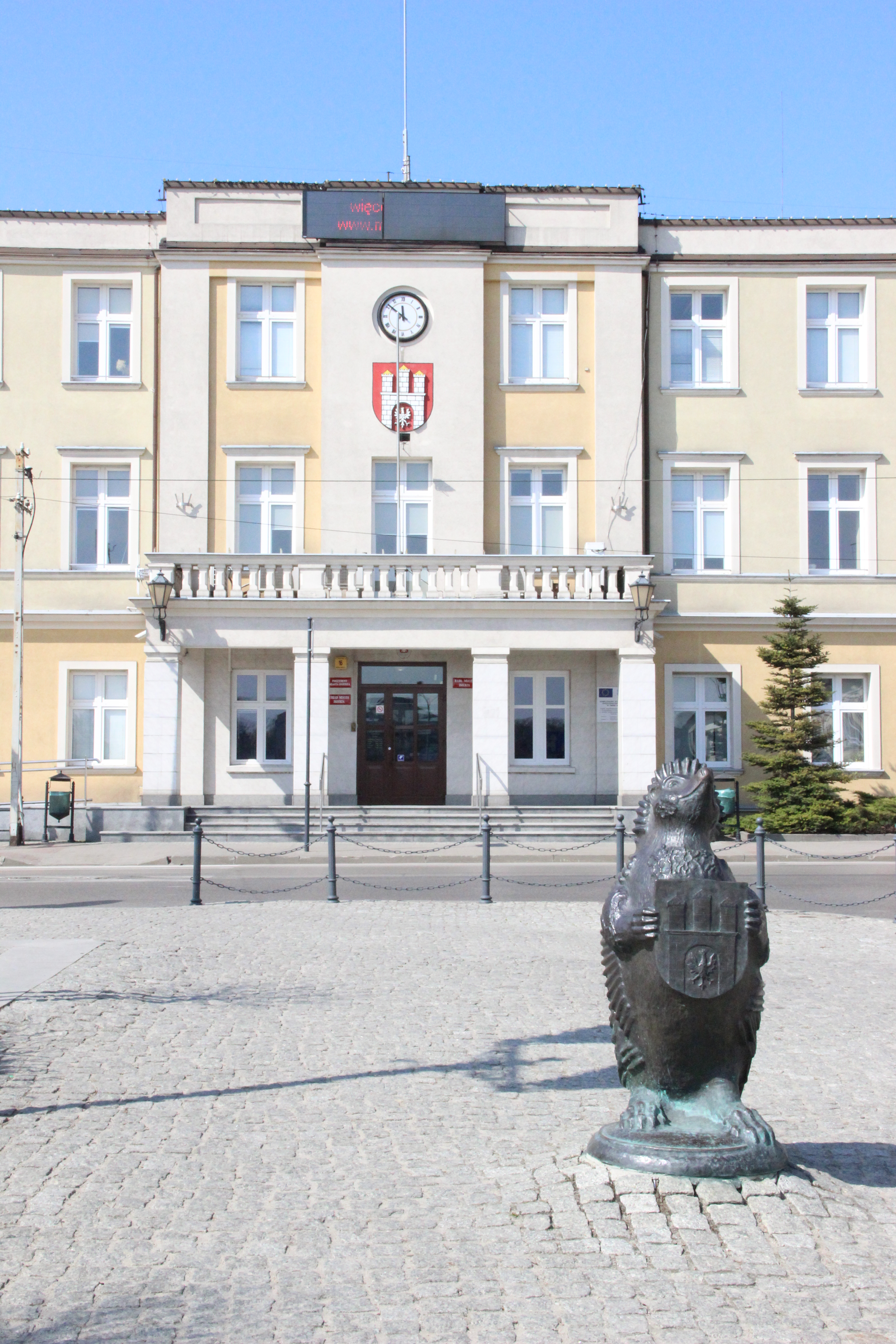
Pomnik jeża przed urzędem miasta.
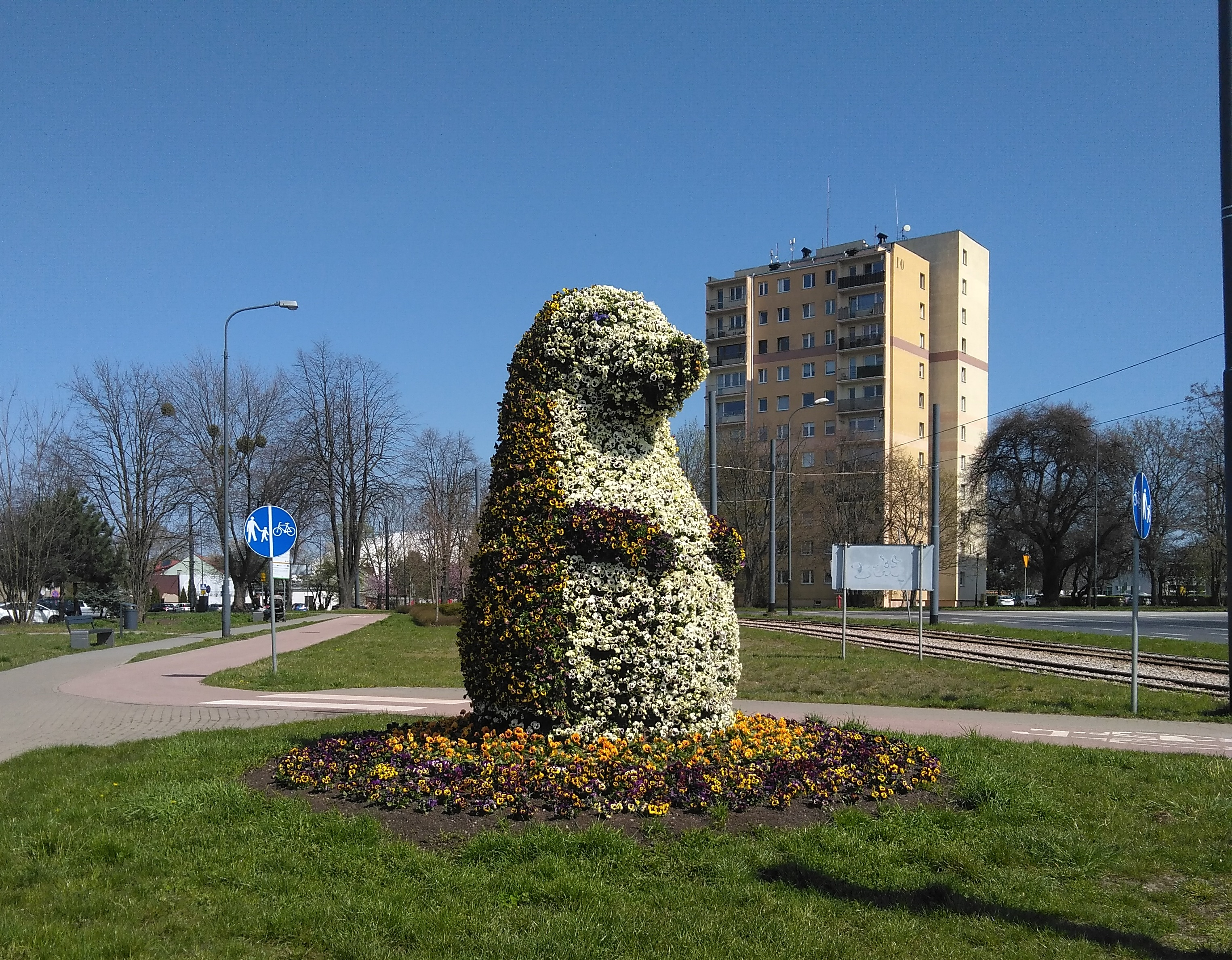
Zgierski jeż - figura roślinna na osiedlu Kurak
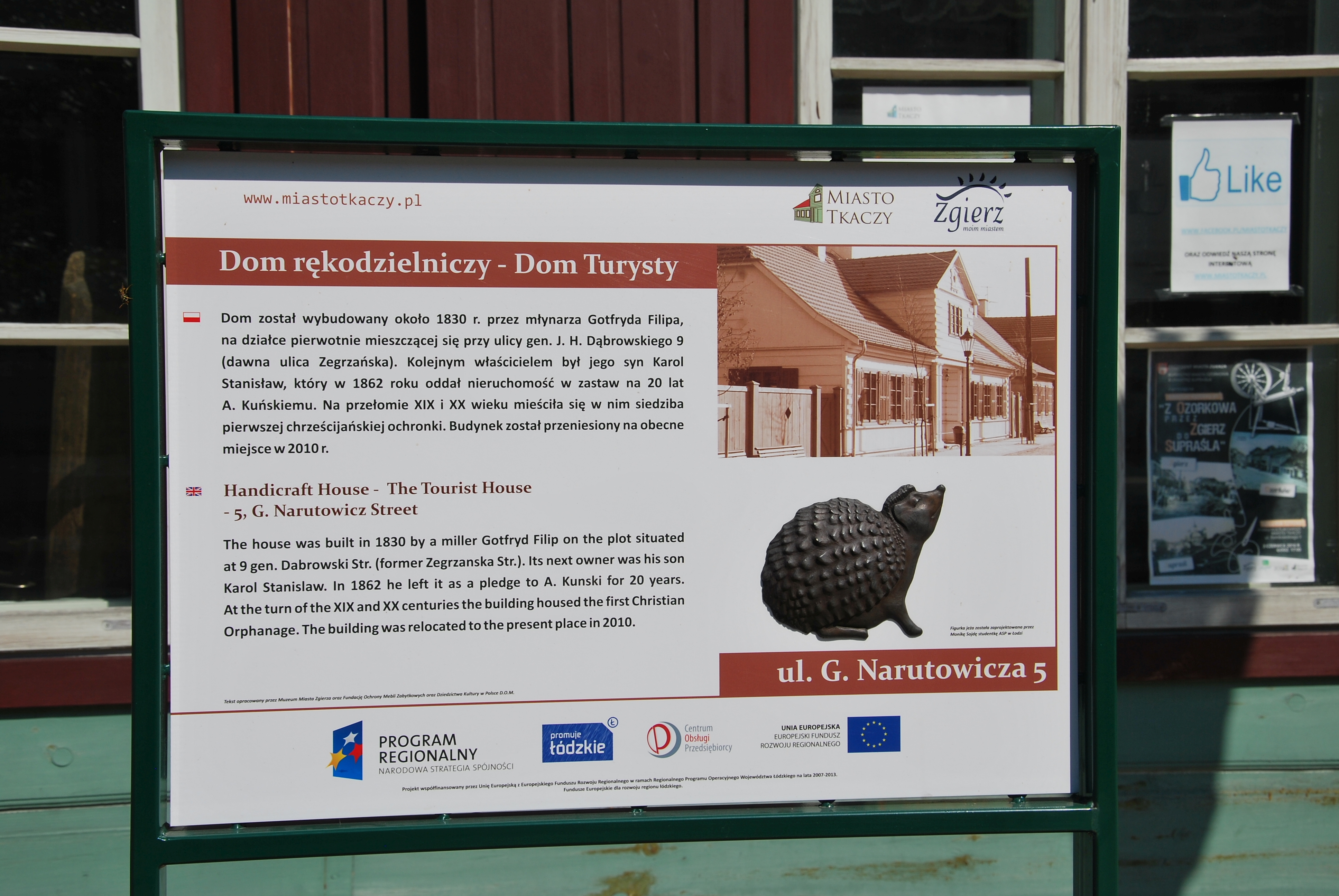
Tablica informacyjna na "Trakcie jeża z Miasta Tkaczy - Zgierza"
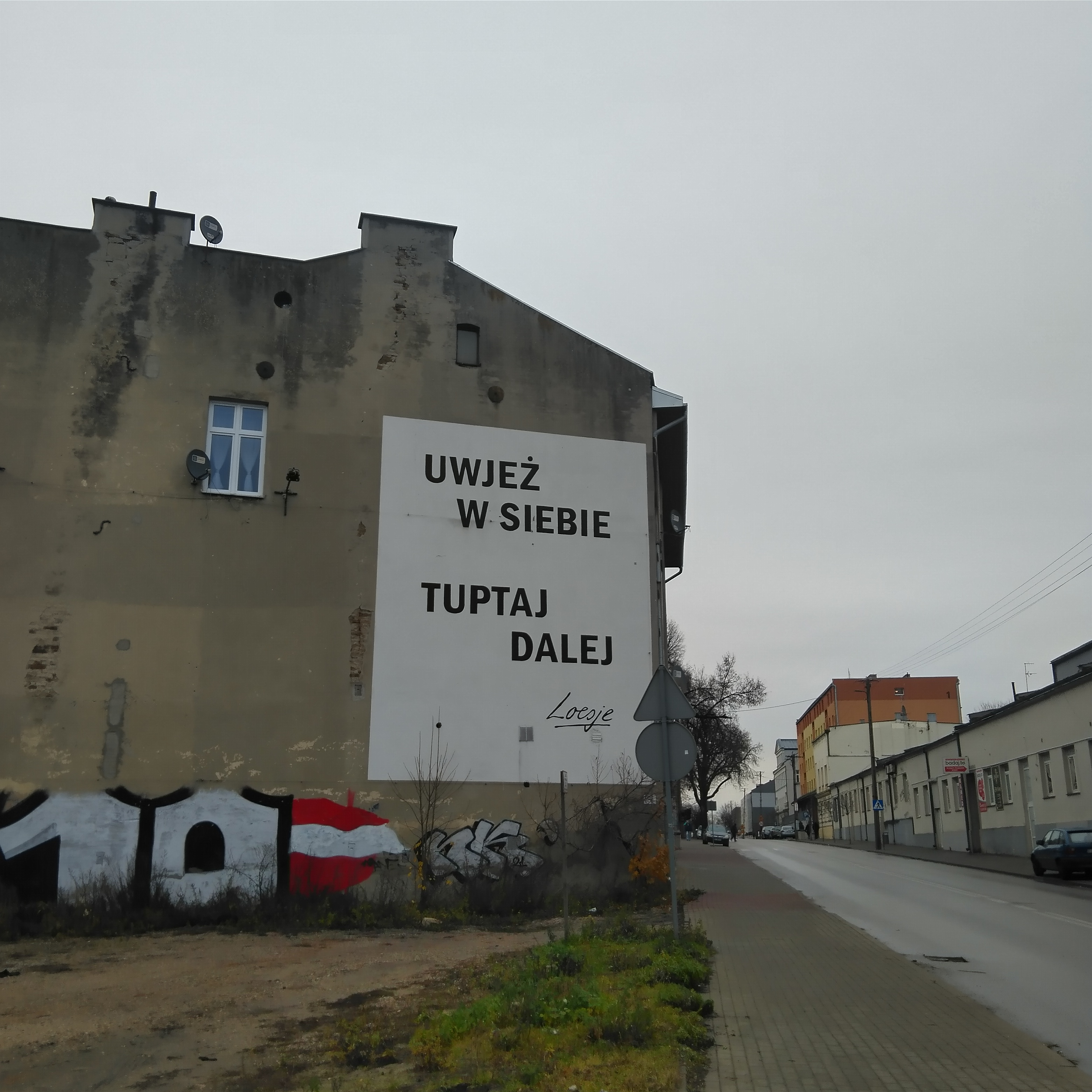
Mural nawiązujący do postaci jeża (ul. Dąbrowskiego)
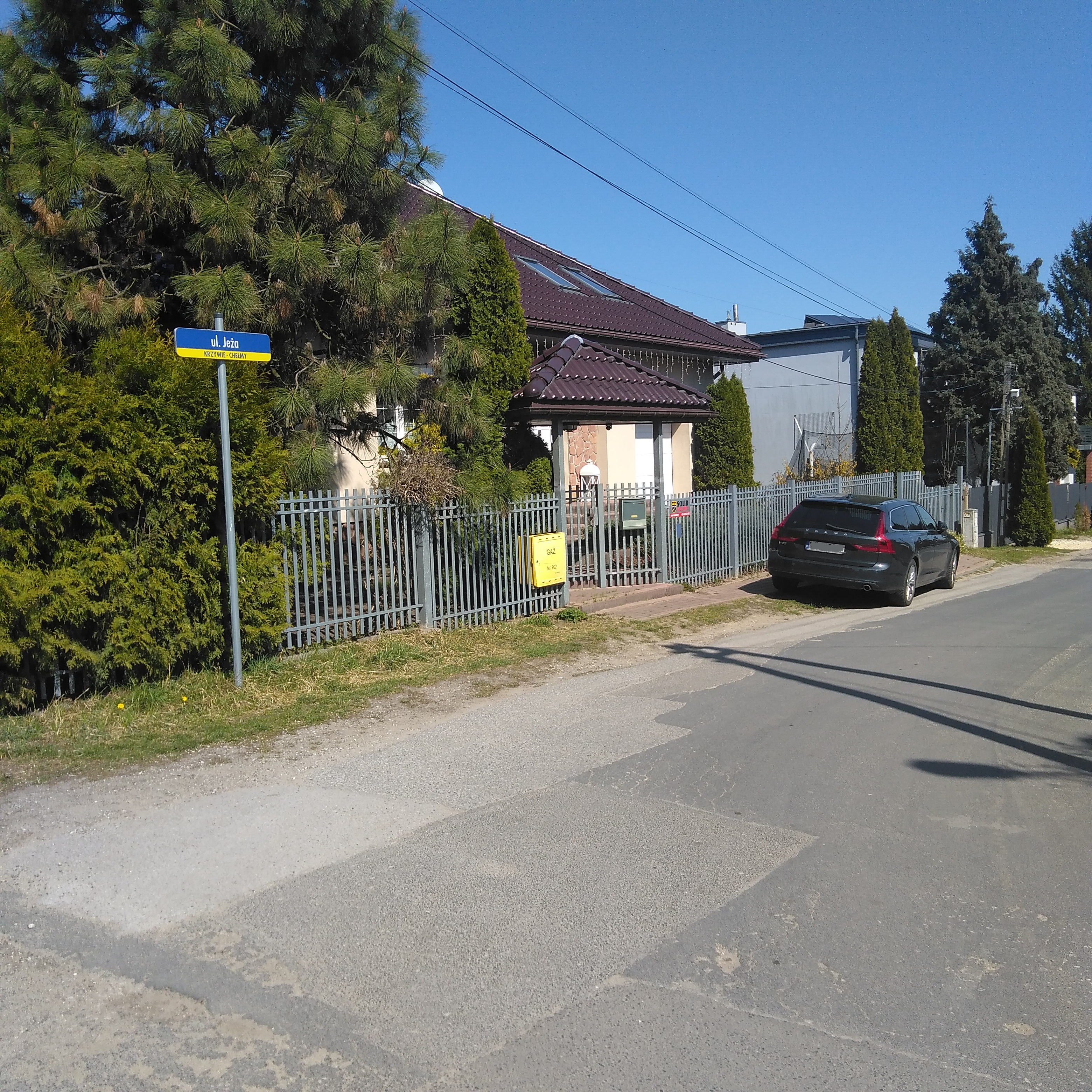
Ulica Jeża na osiedlu Krzywie-Chełmy.
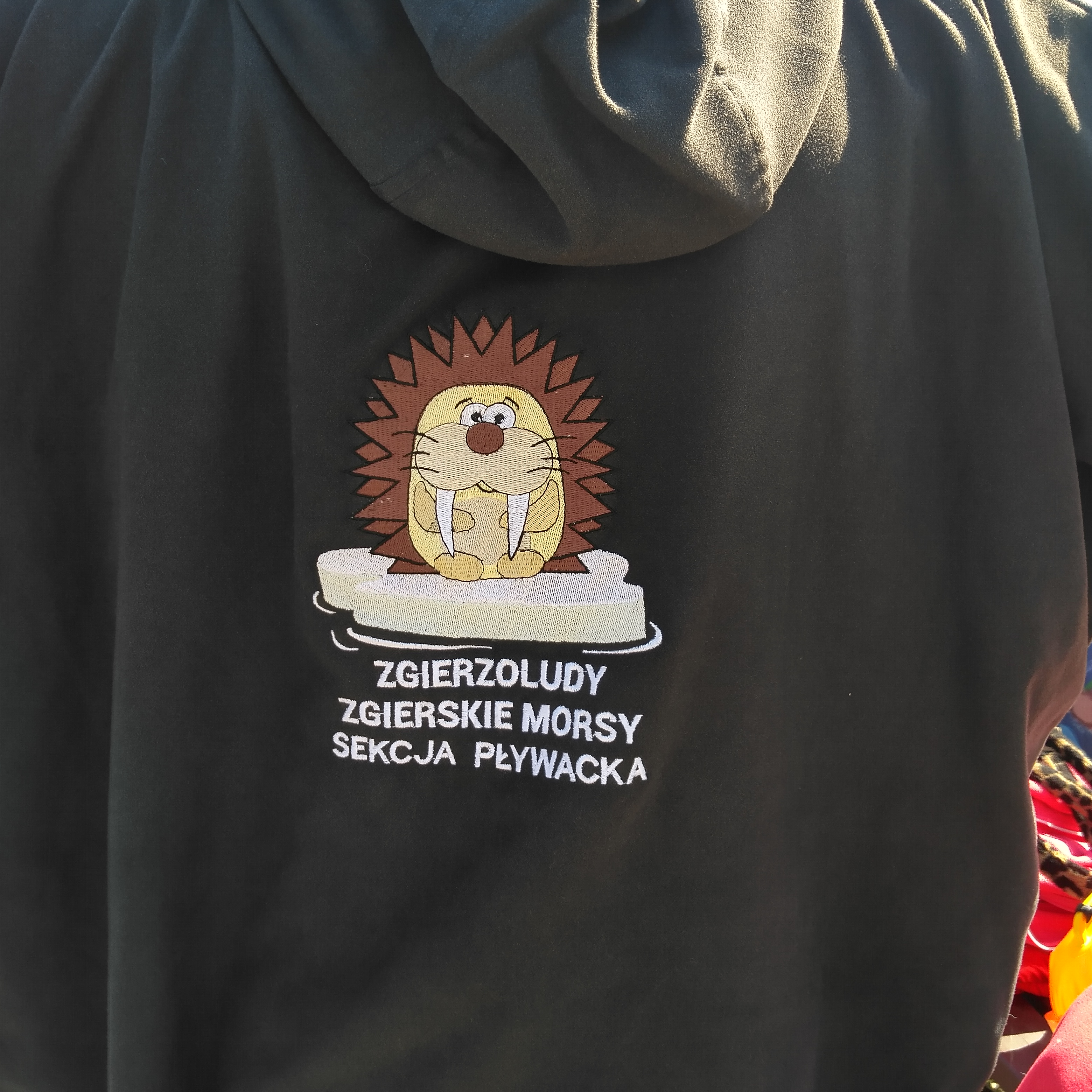
Zgierski jeż w emblemacie klubu pływackiego.
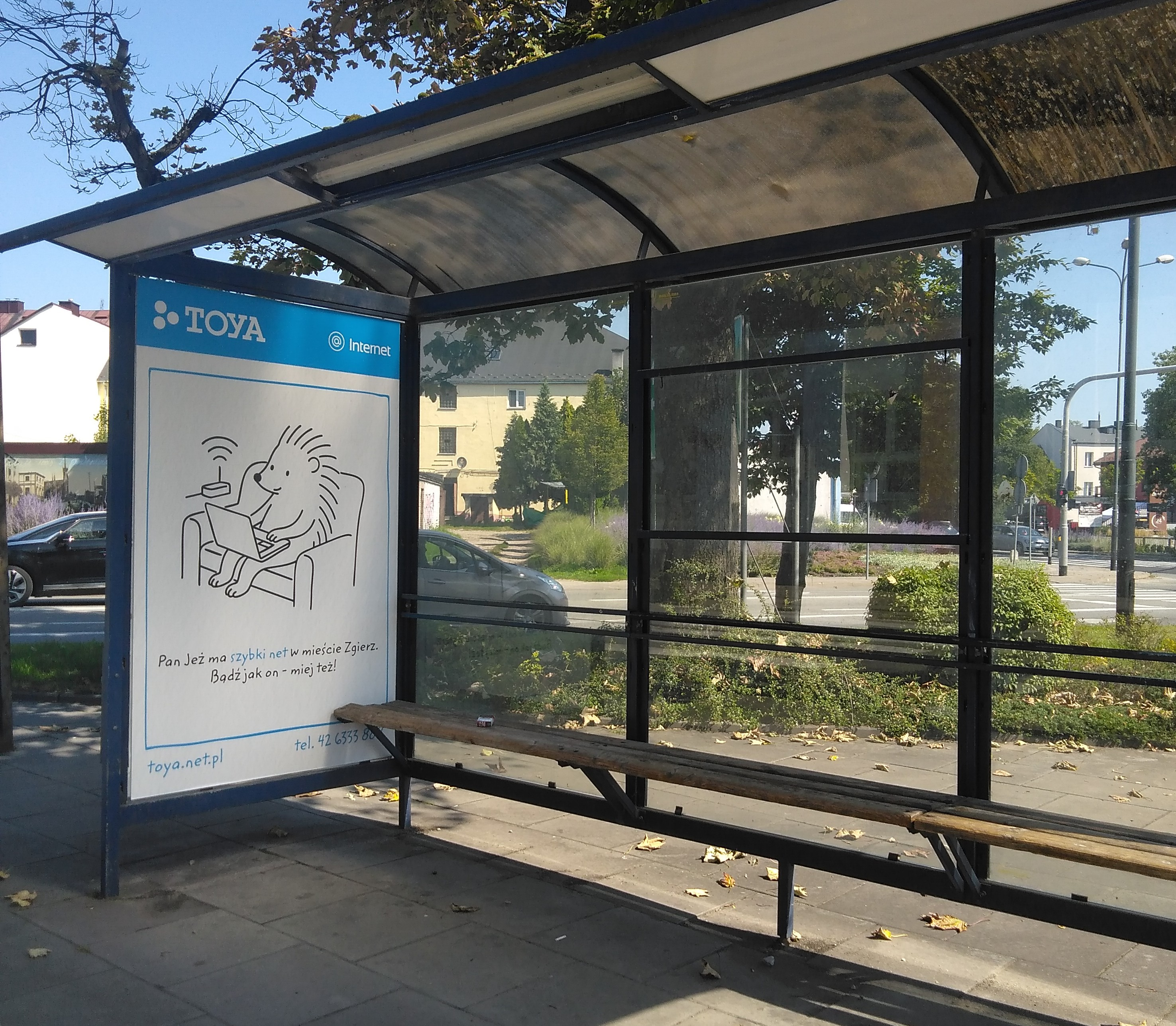
Przystanek autobusowy (plac Jana Pawła II) z wizerunkiem jeża.